# Receptacul

Receptacul → 1

În botanică,  receptaculul este o porțiune a florii care se găsește în porțiunea terminală a pedunculului și se formeză prin îngroșarea, lățirea sau umflarea pedunculului floral. Receptaculul formează axa florii. De pe receptacul se diferențiază toate celelalte elemente florale.